# República Democrática del Congo en los Juegos Olímpicos de París 2024
La República Democrática del Congo estuvo representada en los Juegos Olímpicos de París 2024 por seis deportistas, tres hombres y tres mujeres, que compitieron en cuatro deportes.
Los portadores de la bandera en la ceremonia de apertura fueron el atleta Dominique Lasconi Mulamba y la boxeadora Brigitte Mbabi. El equipo olímpico congoleño no obtuvo ninguna medalla en estos Juegos.